# BK Budiwelnyk Kiew
BK Budiwelnyk (ukrainisch баскетбольний клуб Будіве́льник) ist ein professioneller ukrainischer Basketballverein aus Kiew, Ukraine. In der Saison 2013/14 spielt der Klub in der ukrainischen Basketball Superliga Ukraine. Neben der ukrainischen Meisterschaft spielt der Verein in der EuroLeague. Es ist einer der stärksten Vereine der Ukraine und früher der UdSSR.

## Geschichte und frühere Namen
BK Budiwelnyk wurde 1945 an einem Sport College als SKIF Kiew gegründet. 1958 gelang der Aufstieg in die höchste Spielklasse der Sowjetunion und der Gewinn der ersten ukrainischen Meisterschaft. 1962 wurde die Mannschaft einem Bautrust zugeordnet und bekam den Namen Stroitel (russisch Строитель), was Bauarbeiter bedeutet und ukrainisch Budiwelnyk heißt. So wurde die Mannschaft auch in der ukrainischen Presse genannt. 1989 erfolgte endgültige Umbenennung in Budiwelnyk. Nach dem Gewinn der Meisterschaft in der Saison 2012/13 ist Budiwelnyk mit zehn Titeln die erfolgreichste ukrainische Mannschaft seit der Unabhängigkeit. In den europäischen Wettbewerben war das Erreichen des Halbfinales im Eurocup 2013 das bisher beste Ergebnis.

## Bekannte ehemalige Spieler
- / Anatolij Polywoda (1964–1972) – Olympiasieger 1972, Weltmeister 1967
- / Serhij Kowalenko (1969–1975) – Olympiasieger 1972
- / Wolodymyr Tkatschenko (1973–1983) – Europas Basketballer des Jahres 1979, Weltmeister 1982
- / Oleksandr Bilostinnyj (1986–1990) – Olympiasieger 1988, Weltmeister 1982
- / Oleksandr Wolkow (1981–1986, 1988/89) – Olympiasieger 1988